# Puig de Taravaus
El Puig de Taravaus és una muntanya de 699 metres que es troba entre els municipis de Colera, a la comarca de l'Alt Empordà i de Banyuls de la Marenda, a la comarca del Rosselló.
Està situat a l'extrem meridional del terme banyulenc i al nord-oest del de Colera. És a prop a l'est del Coll dels Empedrats.

## Etimologia
Joan Coromines atribueix la forma Taravaus i d'altres de semblants a un nom propi germànic, tant pel que fa al primer component, thras-, que correspon a un nom propi molt documentat en fonts altmedievals centroeuropees, com per al segon, -ald, -wald o bad, també molt freqüent en noms d'origen germànic. Això hauria donat Tarabald, que hauria evolucionat a Taravaus, com és freqüent en català en noms amb aquesta terminació.